# Gouvernement Fox
États-Unis mexicains
Zedillo Calderón
Cet article présente la composition du gouvernement mexicain sous le Président Vicente Fox, il est l'ensemble des secrétaires du gouvernement républicain du Mexique. Il est ici présenté dans l'ordre protocolaire. Actuellement les membres du gouvernement exécutif du Mexique ne prennent pas le titre de ministre mais celui de secrétaire.

## Liste des secrétaires
| - Secrétaire du Gouvernement du Mexique - (2000 - 2005) : Santiago Creel Miranda - (2005 - 2006) : Carlos Abascal Carranza - Secrétaire des Relations Extérieures du Mexique - (2000 - 2003) : Jorge Castañeda Gutman - (2003 - 2006) : Luis Ernesto Derbez - Secrétaire de la Défense Nationale du Mexique - (2000 - 2006) : Gerardo Clemente Ricardo Vega García - Secrétaire de la Marine du Mexique - (2000 - 2006) : Marco Antonio Peyrot González - Secrétaire de Sécurité Publique du Mexique - (2000 - 2004) : Alejandro Gertz Manero - (2004 - 2005) : Ramón Martín Huerta - (2005 - 2006) : Eduardo Medina Mora - Secrétaire des Finances et du Crédit Public du Mexique - (2000 - 2006) : Francisco Gil Díaz - Secrétaire du Développement Social du Mexique - (2000 - 2006) : Josefina Vázquez Mota - (2006 - 2006) : Ana Teresa Aranda - Secrétaire de l'Environnement et des Ressources Naturelles du Mexique - (2000 - 2003) : Víctor Lichtinger - (2003 - 2005) : Alberto Cárdenas Jiménez - (2005 - 2006) : José Luis Luege Tamargo - Secrétaire de l'Énergie du Mexique - (2000 - 2003) : Ernesto Martens - (2003 - 2004) : Felipe Calderón Hinojosa - (2004 - 2005) : Fernando Elizondo Barragán - (2005 - 2006) : Fernando Canales Clariond - Secrétaire de l'Économie du Mexique - (2000 - 2003) : Luis Ernesto Derbez - (2003 - 2005) : Fernando Canales Clariond - (2005 - 2006) : Sergio García de Alba - Secrétaire de l'Agriculture, du Bétail, du Développement Rural, de la Pêche et de l'Alimentation du Mexique - (2000 - 2005) : Javier Usabiaga Arroyo - (2005 - 2006) : Francisco Mayorga Castañeda | - Secrétaire des Communications et des Transports du Mexique - (2000 - 2006) : Pedro Cerisola y Weber - Secrétaire de la Fonction Publique du Mexique - (2000 - 2003) : Francisco Barrio Terrazas - (2003 - 2006) : Eduardo Romero Ramos - Secrétaire de l'Éducation Publique du Mexique - (2000 - 2006) : Reyes Tamez Guerra - Secrétaire de la Santé du Mexique - (2000 - 2006) : Julio Frenk Mora - Secrétaire du Travail et de la Prévision Sociale du Mexique - (2000 - 2005) : Carlos Abascal Carranza - (2005 - 2006) : Francisco Javier Salazar Sáenz - Secrétaire de la Réforme Agraire du Mexique - (2000 - 2003) : María Teresa Herrera Tello - (2003 - 2006) : Florencio Salazar Adame - (2006 - 2006) : Abelardo Escobar Prieto - Secrétaire du Tourisme du Mexique - (2000 - 2003) : Leticia Navarro - (2003 - 2006) : Rodolfo Elizondo Torres - Procureur général de la République du Mexique - (2000 - 2005) : Rafael Macedo de la Concha - (2005 - 2006) : Daniel Francisco Cabeza de Vaca - Chef du Bureau de la Présidence - (2000 - 2006) : Ramón Muñoz Gutiérrez - (2006 - 2006) : Juan Carlos Murillo Flores |